# Industria armamentística

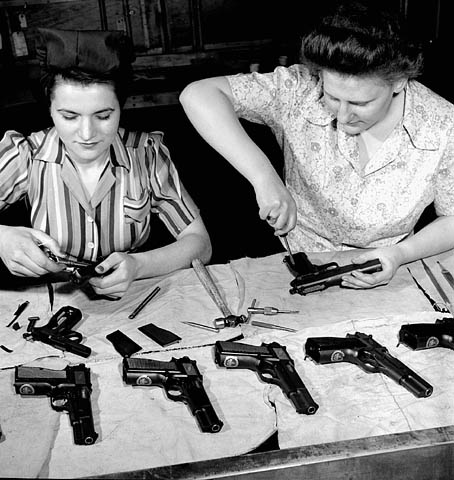
Las trabajadoras Agnes Apostle, de Dauphin, Manitoba, y Joyce Horne, de Toronto, Ontario, realizan el montaje de una pistola semiautomática de 9 milímetros en la planta de municiones John Inglis Co. Toronto, Canadá, abril de 1944.

La industria armamentística (también, industria armamentista o industria de defensa) es un negocio comercial y militar global, que incluye a las fuerzas armadas de las naciones de Tierra, a la industria de fabricación de armas de fuego, y a los fabricantes y diseñadores de tecnología y equipos militares. Incluye asimismo a la industria comercial militar, la industria de guerra, la industria dedicada a la investigación y desarrollo, la producción y el servicio de material, equipos e instalaciones militares. Las empresas productoras de armas, también son conocidas como empresas contratistas de defensa o industrias militares, estas corporaciones producen armas principalmente para las fuerzas armadas de los diferentes estados de la Tierra. Los departamentos del gobierno también intervienen en la industria de las armas, en la compra y la venta de las armas, las municiones y otros artículos militares. Los productos incluyen a las armas de fuego y municiones, a los misiles y los aviones militares, y a los vehículos militares, barcos de guerra y sistemas electrónicos, entre otros productos. La industria de armas también lleva a cabo proyectos de investigación, desarrollo e innovación (I+D+i).
La industria armamentista moderna, surgió en la segunda mitad del siglo XIX, como producto de la creación y expansión del complejo industrial-militar. Muchos países pequeños e incluso países recientemente industrializados como el Imperio ruso y el Imperio de Japón no podían producir equipos militares de última generación en sus propias instalaciones, con sus propios recursos y capacidades, por lo que comenzaron a contratar en el extranjero la fabricación de diversos equipos militares, acorazados, proyectiles de artillería, fusiles y municiones para la infantería.
Se estima que cada año se producen más de 1.5 billones de dólares en gastos militares en todo el mundo (2.7 % del PIB mundial), lo que representa un descenso de 1990, cuando los gastos militares hicieron un 4 % del PIB mundial. Parte va a la adquisición de equipo y servicios militares de la industria militar. Las ventas de armas totales de las cien empresas productoras más grandes del mundo ascendieron a un estimado de trescientos quince mil millones de dólares en 2006. En 2004, más de treinta mil millones de dólares se gastaron en el comercio internacional de armas (una cifra que excluye las ventas interiores de armas). El comercio de armas también ha sido uno de los sectores afectados por la crisis del crédito, con un valor total de la transacción en el mercado de reducir a la mitad de 32 900 millones de dólares a 14 300 millones de dólares en 2008. Muchos países industrializados tienen una industria nacional de armas para abastecer sus propias fuerzas armadas militares. Algunos países también tienen un comercio nacional legal o ilegal sustancial de armas para su uso por los ciudadanos. El comercio ilegal de armas pequeñas es frecuente en muchos países y regiones afectados por la inestabilidad política.
Para el periodo 2012-2017, la exportación de armas convencionales ha aumentado un 8.4 %, según informa el Instituto Internacional de Estudios para la Paz de Estocolmo (SIPRI, por sus siglas en inglés). La mayor parte de este mercado sigue perteneciendo a EE. UU. y Rusia. Washington y Moscú venden más de la mitad del armamento mundial. El total de pedidos de ambos países corresponde al 33 % y 23 %, respectivamente. El país que completa este trío es China, cuya exportación de armas en 2012 aumentó de un 3.8 % a un 6.2 %. Los dos países que la siguen son Francia con un 6 % y Alemania con un 5.6 %. Según datos de SIPRI, EE. UU. abastece de armas a más de cien países del mundo, mientras que Rusia, a cincuenta.
Para el periodo 2017-2021, las exportaciones de armas de Estados Unidos crecieron un 14 %, aumentando su cuota mundial del 32 % al 39 %. Rusia representó el 19 % de todas las exportaciones y Francia 11 %, lo que la convierte en el tercero en la lista. Le siguen China y Alemania en el cuarto y quinto puesto. España fue el noveno mayor exportador de armas.

## Exportaciones a Oriente Medio
Los compradores más importantes de armamento estadounidense se encuentran en Oriente Próximo: Arabia Saudí, Israel, Emiratos Árabes y Turquía. Los materiales principales de exportación de EE. UU. para esta región son:
- Helicópteros de ataque AH-64E Apache, H-60M Blackhawk y helicópteros anfibios CH-47F Chinook;
- Cazas F-35, F-18, F-15S y diferentes versiones del F-16;
- Tanques M1A1;
- Misiles TOW 2A, etc.

Al mismo tiempo, los clientes más importantes de Rusia provienen del mercado de Asia Pacífico. Hasta un 70 % del volumen de exportación de armas es para India, China, Vietnam y Argelia. Los principales materiales de exportación de Rusia son:
- Cazas multipropósito Su-30, Mig-29 y Su-35;
- Aviones de entrenamiento y combate Yak-130;
- Helicópteros de combate Ka-52 y Mi-28, y Mi-17 de transporte;
- Tanques Т-90 en diferentes versiones;
- Sistemas antiaéreos, de artillería y costeros;
- Submarinos del proyecto 636;
- Munición y armas ligeras.

Lo que diferencia a la exportación china es su «regionalidad». La inmensa mayoría de los envíos se produce a Pakistán, Bangladés y Birmania. Asimismo, otros buenos clientes del material chino son los países del norte de África, concretamente Argelia. Los principales objetos de exportación de China son:
- Corbeta LPC-1 y fragata C-28A;
- Tanques MBT-2000;
- Cazas JF-17 Thunder/FC-1;
- Sistemas antiaéreos y de artillería.

De acuerdo con los analistas de SIPRI, el porcentaje de armas de Francia en el mercado mundial podría crecer gracias a los contratos de los últimos cinco años. Los principales clientes de París son Egipto, los Emiratos Árabes e India.
- Cazas Mirage y Rafale conjuntamente con armas;
- Portahelicópteros Mistral;
- Satélite Helios-2.

Los analistas de esta agencia han señalado un crecimiento de las exportaciones alemanas en 2016. Sin embargo, el volumen de exportación de Berlín en los últimos años ha disminuido casi en un tercio en comparación con el período 2007-2011. Los clientes de mayor envergadura de Alemania en el mercado armamentístico son Argelia, Corea del Sur y Catar, a los que principalmente abastece de:
- Vehículos blindados Tpz-1 Fuchs;
- Tanques Leopard-2A6;
- Motores diésel;
- Instalaciones de artillería autopropulsadas.

## El negocio de las armas ligeras
Desde que finalizó la Segunda Guerra Mundial, unos treinta millones de personas han perecido en los diferentes conflictos armados que han sucedido en el planeta, veinteséis millones de ellas a consecuencia del impacto de armas ligeras. Estas armas, y no los grandes buques o los sofisticados aviones de combate, son las responsables materiales de cuatro de cada cinco víctimas, que en un 90 % también han sido civiles (mujeres y niños en particular).
A pesar de representar una parte poco significativa del volumen total del comercio mundial de armamentos, su bajo coste las pone al alcance de una gran cantidad de personas para ser usadas en guerras civiles y en conflictos étnicos, o para fines ilícitos y criminales, aumentando la inseguridad de las ciudades y rearmando a toda clase de bandas, grupos paramilitares, mafias, clanes y guerrillas. Cada año más de medio millón de personas muere víctima de la violencia armada: una persona cada minuto.[cita requerida]
Siguiendo la definición establecida por Naciones Unidas, por armas ligeras se entiende normalmente todo tipo de armas convencionales que puedan ser transportadas por una persona o por un vehículo ligero, pudiéndose dividir a su vez en «armas pequeñas» diseñadas para uso personal (revólveres y pistolas, rifles y carabinas, ametralladoras ligeras, rifles de asalto y ametralladoras de pequeño calibre), y «armas ligeras» diseñadas para el uso de varias personas (ametralladoras pesadas, lanzagranadas, cañones antiaéreos portátiles, cañones anticarro, lanzadores portátiles, misiles anticarro).

### Datos
Se estima que en el mundo existe un arsenal de 639 millones de armas de fuego, la mitad de las cuales en manos de civiles y el resto a disposición de los cuerpos policiales y de seguridad, lo que supone una arma por cada diez personas. Desde su invención en 1947, se han producido unas setenta millones de unidades AK-47, el arma ligera por excelencia, utilizada en setenta y ocho países y fabricada en catorce. En algunos países, como los Estados Unidos, cada año salen al mercado más de siete millones de armas, un millón de las cuales son de importación, y puede que haya más armas que personas.
En el pasado, gran parte de este arsenal era suministrado por las dos grandes potencias militares, Estados Unidos y la URSS, ya fuese por intereses puramente comerciales o como parte de su estrategia de rearmar a sus aliados. Hoy, sin embargo, el número de países que suministran este tipo de materiales ha aumentado, con lo que se incrementa no sólo el material puesto a disposición de los compradores, sino la dificultad de controlar este tráfico. UNIDIR ha identificado al menos a trescientas compañías de cincuenta y dos países que en 1994 fabricaban armas ligeras. De éstos, veintidós eran países del Sur que producían bajo licencia, y dieciséis de ellos también exportaban. Aproximadamente, el 75 % se fabricaron en los EE. UU. y la Unión Europea. Otros importantes productores son Brasil, China, Canadá, Japón y la Federación Rusa.
Aunque no se conoce exactamente el valor de la producción y comercio de armas pequeñas y ligeras, se ha detectado un aumento considerable de su importe desde el final de la Guerra Fría, y algunos analistas calculan que su exportación puede tener un valor superior a los seis mil millones de dólares anuales, es decir, una octava parte del valor total del comercio armamentista. Estados Unidos es el principal productor de munición, aunque Rusia y los países del Este europeo se están mostrando muy activos en los últimos años. La industria europea produce el doble o el triple de su propia demanda, con un ritmo anual de entre mil y dos mil millones de cartuchos.

### Influencia en los procesos de paz
El uso de armas ligeras está estrechamente vinculado al carácter interno de los conflictos actuales. Entre 1990 y 1995 murieron 3.200.000 de personas en este tipo de enfrentamientos armados.[cita requerida] La proliferación de armas ligeras automáticas ha multiplicado los puntos de violencia del planeta, ha facilitado esa tremenda letalidad de los conflictos, los ha alargado en el tiempo y los ha hecho más difíciles de tratar.
Por otra parte, cuando en una guerra se acumulan centenares de miles o millones de armas, la paz queda luego hipotecada por dicho arsenal, una parte del cual es posteriormente desviado y aprovechado por grupos terroristas, paramilitares, guerrillas, grupos criminales, ciudadanos o cuerpos privados de seguridad.
Las armas cambian de destinatarios, pero su cantidad no disminuye. La proliferación de armas ligeras en manos de civiles aumenta las posibilidades de que en cualquier enfrentamiento humano se haga uso de ellas. Ello explica, por ejemplo, que un joven estadounidense tenga doce veces más posibilidades de morir a tiros que cualquier joven europeo.

### Medidas
En noviembre de 1995, la Asamblea General de Naciones Unidas pidió al secretario general que estableciera un grupo de expertos para que redactaran un informe sobre el tema, que fue presentado en agosto de 1997, y que entre otras cosas recomienda organizar una conferencia internacional para luchar contra el tráfico de armas pequeñas, destruir los arsenales sobrantes y adoptar moratorias regionales.
En Europa, en junio de 1997, los Estados miembros firmaron un programa para prevenir y combatir el tráfico ilícito de Armas Convencionales, aunque lo más destacable es la Acción Común de 17 de diciembre de 1998, adoptada por el Consejo de la Unión Europea sobre la contribución para combatir la acumulación desestabilizadora y la proliferación de armas ligeras y de pequeño calibre.
En julio de 2001, en la primera conferencia de la ONU sobre armamento convencional, se adoptó un Plan de Acción por el que los gobiernos se comprometían a luchar contra la proliferación de este tipo de armamento y a reducir su demanda. En el año 2006 habrá una nueva Conferencia de revisión, donde todos los países del mundo tendrán que explicar qué han hecho durante este periodo.
En la reunión del G8 en Gleneagles en julio de 2005, los países participantes en su comunicado final mencionaron la necesidad de desarrollar normas internacionales que incluyeran un acuerdo sobre la responsabilidad de los gobiernos. Pese a esta declaración de intenciones no se tienen muchas esperanzas ya que estos mismos gobiernos controlan más del 80 por ciento de las exportaciones de armas mundiales.

## Industria armamentística por país

### Israel
La industria de defensa de Israel (en hebreo: תעשייה ביטחונית בישראל) es un sector estratégico importante de la economía de Israel y un gran empleador, así como un importante proveedor de las Fuerzas de Defensa de Israel (FDI). Israel es uno de los principales exportadores mundiales de equipamiento militar, representando el 10 % del total mundial en 2007. En el año 2017, tres compañías israelíes figuraban en el índice del Instituto Internacional de Estudios para la Paz de Estocolmo. Entre las cien principales compañías de servicios militares y de producción de armas del mundo se encontraban las compañías israelíes: Elbit Systems, Israel Aerospace Industries y Rafael Advanced Defense Systems.
La industria de defensa en Eretz Israel es un sector estratégico importante y un gran empleador dentro del país. También es un jugador importante en el mercado mundial del comercio de armas y es el sexto mayor exportador de armas del Mundo desde el año 2014.
Los acuerdos totales de transferencia de armas superaron los 12 900 millones de dólares estadounidenses entre los años 2004 y 2011.
Hay más de ciento cincuenta empresas de defensa activas con sede en el Estado de Israel con unos ingresos combinados de más de tres mil quinientos millones de dólares estadounidenses al año.
Las exportaciones israelíes de equipos de defensa alcanzaron los siete mil millones de dólares en el año 2012, lo que representa un aumento del 20 % por ciento de la cantidad de exportaciones relacionadas con la industria de la defensa en el año 2011. Gran parte de las exportaciones se venden a los Estados Unidos de América y a Europa. Otras regiones importantes que compran los equipos de defensa israelíes incluyen el Sudeste Asiático y América Latina.
La nación de la India también es un país importante para las exportaciones de armamento israelí, y sigue siendo uno de los mayores compradores de armas israelíes del Mundo.

### España

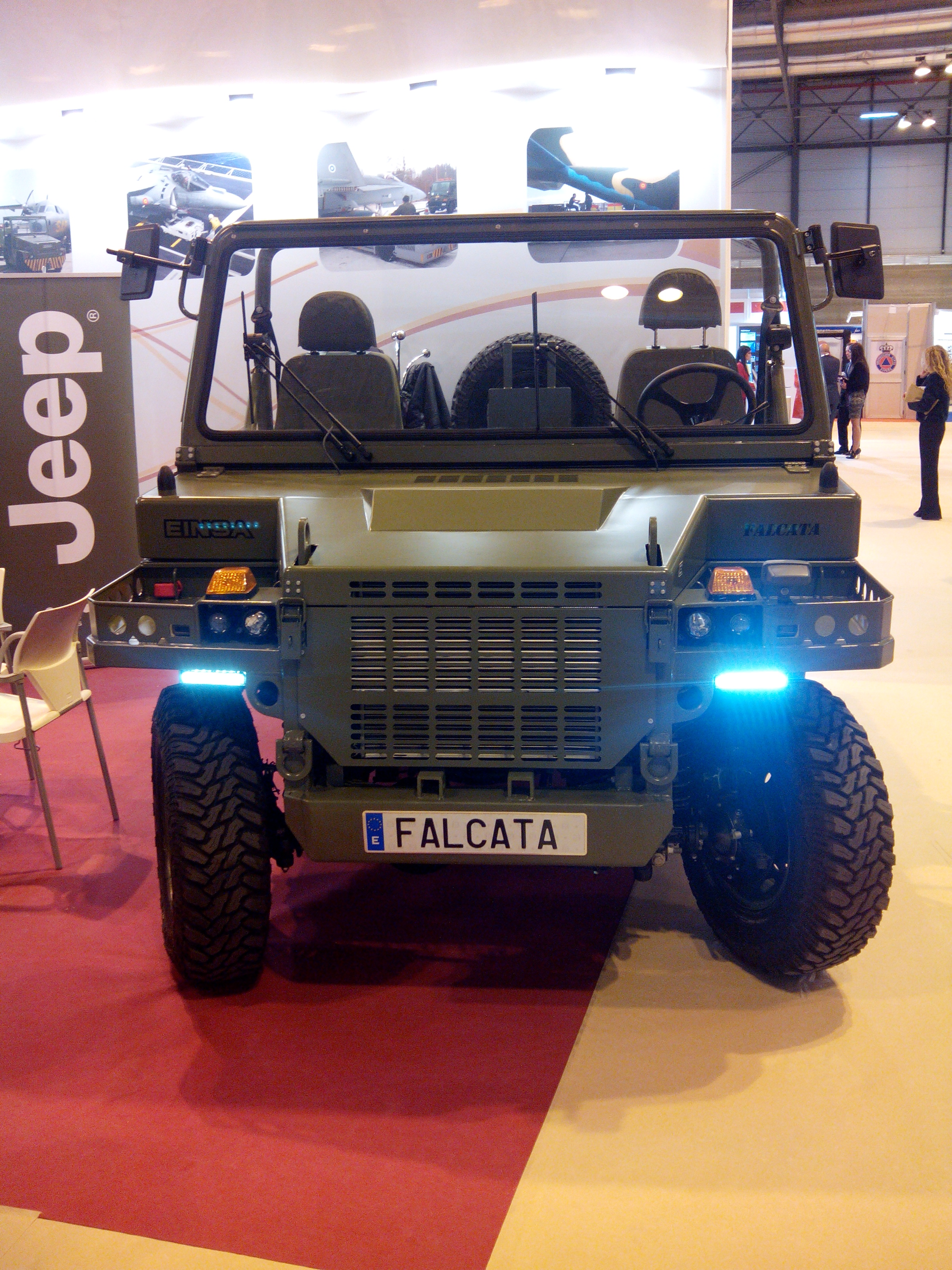
Mula mecánica MM-1A Mk-2, más conocida por Falcata, producida por EINSA.

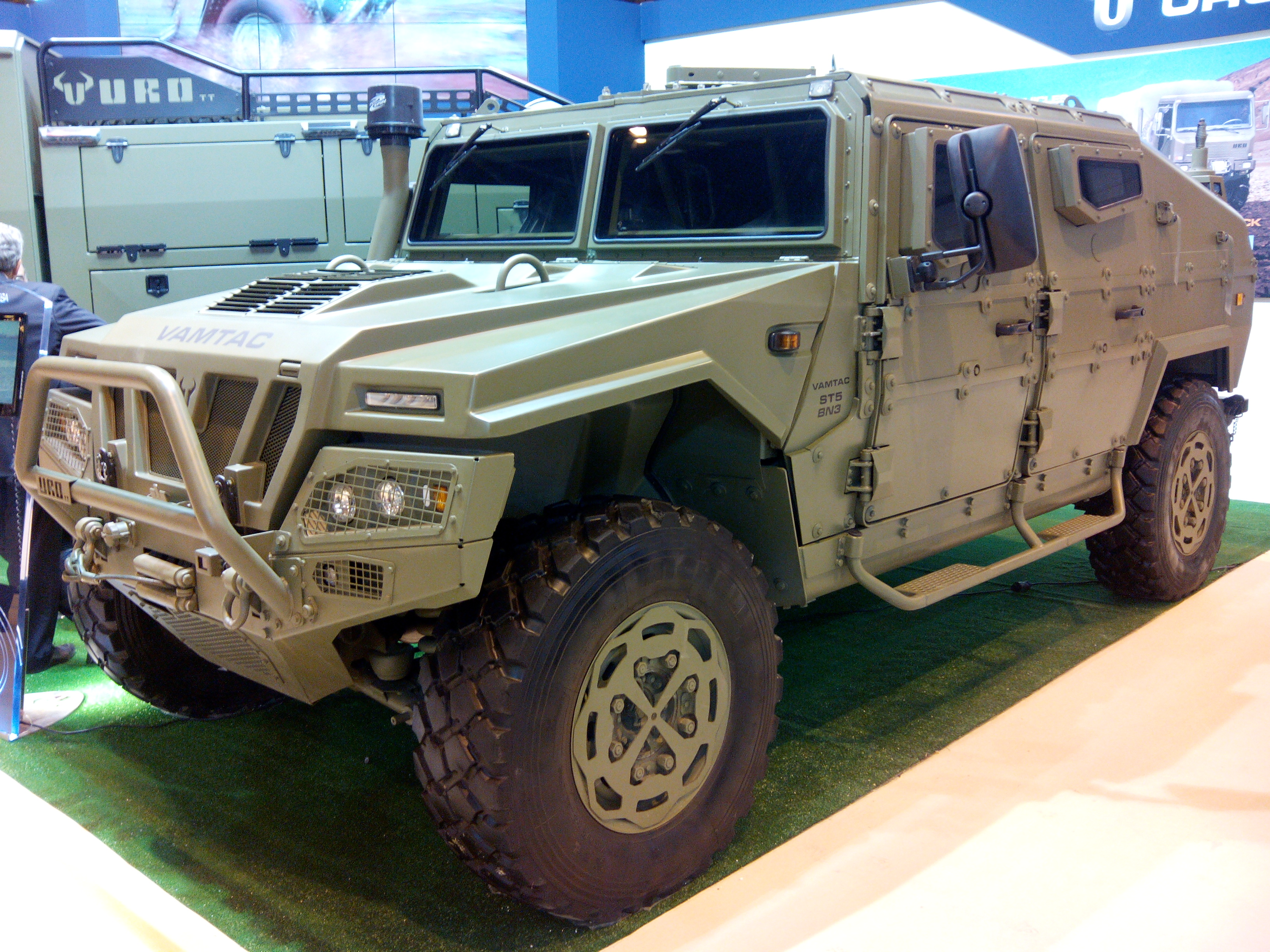
Desarrollado y producido por UROVESA, gama militar.

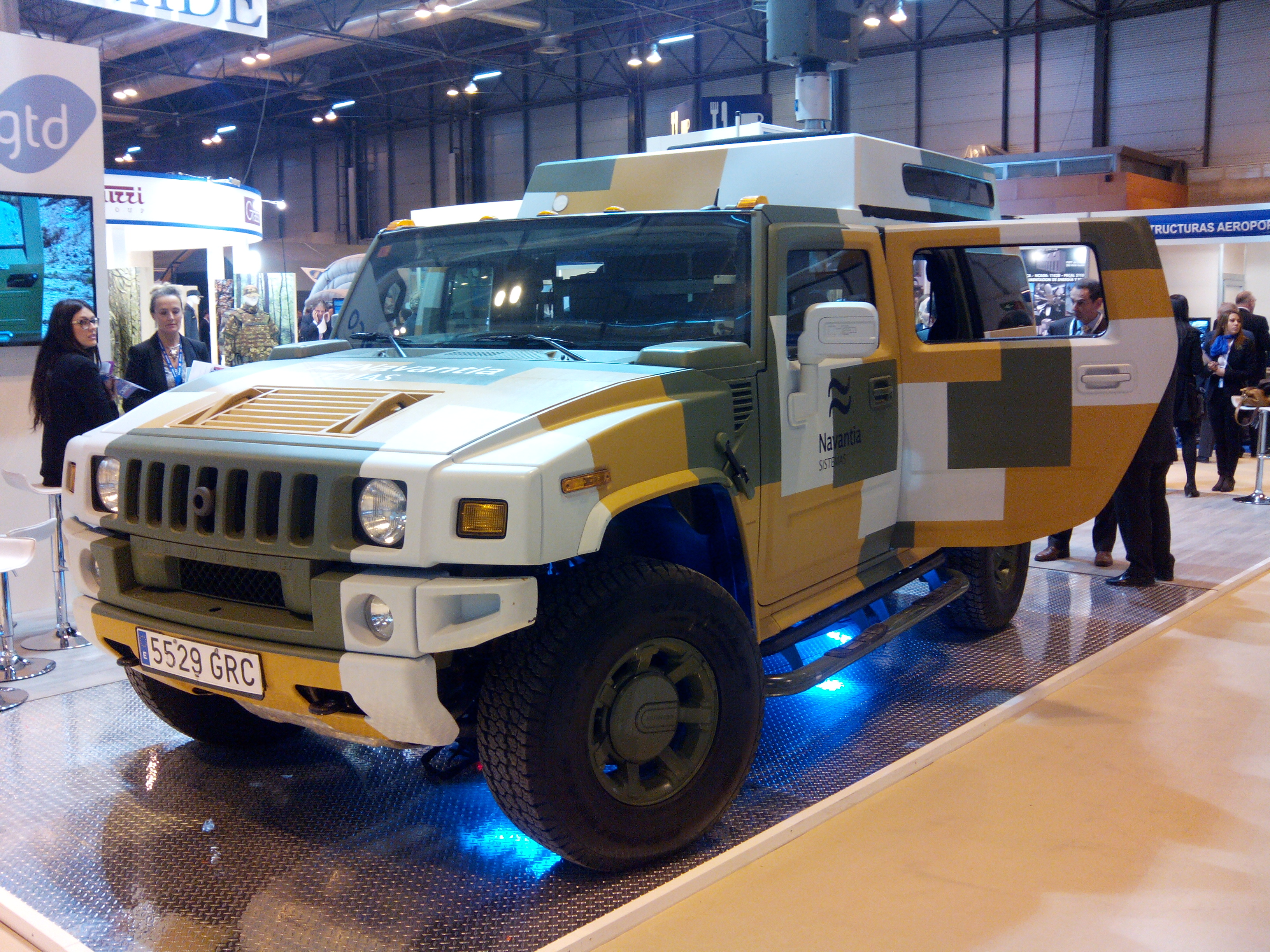
Sistemas de Exploración y Reconocimiento Terrestre (SERT), Navantia.

La industria armamentística en España está formada por más de ciento treinta empresas de defensa, Empresa o entidad que elabore bienes que sean considerados productos armamentísticos, así como a aquellas empresas o entidades dedicadas a la elaboración de componentes y a prestar servicios que contengan especificidades militares.
Entre ellas están algunas de las principales compañías españolas de los sectores aeronáutico, tecnológico o industrial, que dedican parte de su actividad a la fabricación de armamento, piezas o componentes militares. También hay empresas que prestan servicios con especificidades militares.
Tres empresas españolas (Airbus Military, Navantia e Indra) se encuentran entre las cien mayores compañías mundiales del sector de defensa y seguridad, según los informes del SIPRI.
España es el noveno exportador de armas del mundo para el periodo 2017-2021. Es uno de los principales suministradores de armamento al régimen saudí.